# Gran Premio motociclistico d'Austria 1982
Il Gran Premio motociclistico d'Austria fu il secondo appuntamento del motomondiale 1982, si trattò dell'undicesima edizione del Gran Premio motociclistico d'Austria valido per il motomondiale.
Si svolse il 2 maggio 1982 a Salisburgo e gareggiarono le classi 125, 350, 500 oltre ai sidecar. Ottennero la vittoria Franco Uncini in classe 500, Éric Saul in 350, Ángel Nieto in 125, l'equipaggio Rolf Biland-Kurt Waltisperg tra le motocarrozzette.

## Classe 500
Prima vittoria nel motomondiale per l'italiano Franco Uncini che sulla sua Suzuki ha preceduto sul traguardo le due Yamaha ufficiali del britannico Barry Sheene e dello statunitense Kenny Roberts.

### Arrivati al traguardo
| Pos. | Nº | Pilota            | Squadra                    | Motocicletta | Giri | Tempo    | Griglia | Punti |
| ---- | -- | ----------------- | -------------------------- | ------------ | ---- | -------- | ------- | ----- |
| 1º   | 14 | Franco Uncini     | Gallina Team Suzuki        | Suzuki       | 29   | 39:47.20 | 10      | 15    |
| 2º   | 7  | Barry Sheene      | Yamaha Motor Company       | Yamaha       | 29   | +4,93    | 2       | 12    |
| 3º   | 3  | Kenny Roberts     | Yamaha Motor Company       | Yamaha       | 29   | +18,62   | 3       | 10    |
| 4º   | 4  | Graeme Crosby     | Marlboro Team Agostini     | Yamaha       | 29   | +21,21   | 1       | 8     |
| 5º   | 5  | Boet van Dulmen   |                            | Suzuki       | 29   | +40,22   | 5       | 6     |
| 6º   | 16 | Seppo Rossi       |                            | Suzuki       | 29   | +1:10.86 | 18      | 5     |
| 7º   | 2  | Randy Mamola      | HB Suzuki                  | Suzuki       | 29   | +1:30.56 | 14      | 4     |
| 8º   | 51 | Leandro Becheroni |                            | Suzuki       | 28   | +1 giro  | 39      | 3     |
| 9º   | 31 | Takazumi Katayama | Honda International Racing | Honda        | 28   | +1 giro  | 24      | 2     |
| 10º  | 50 | Andreas Hofmann   |                            | Suzuki       | 28   | +1 giro  | 7       | 1     |
| 11º  | 12 | Guido Paci        | MDS Belgarda               | Yamaha       | 28   | +1 giro  | 22      |       |
| 12º  | 19 | Jon Ekerold       |                            | Suzuki       | 28   | +1 giro  | 19      |       |
| 13º  | 26 | Philippe Coulon   | Coulon Marlboro Tissot     | Suzuki       | 28   | +1 giro  | 25      |       |
| 14º  | 32 | Graziano Rossi    | Marlboro Team Agostini     | Yamaha       | 28   | +1 giro  | 17      |       |
| 15º  | 41 | Reinhold Roth     | Wolfgang Kucera            | Suzuki       | 28   | +1 giro  | 30      |       |
| 16º  | 21 | Steve Parrish     | Mitsui Yamaha              | Yamaha       | 28   | +1 giro  | 33      |       |
| 17º  | 27 | Virginio Ferrari  | HB Suzuki                  | Suzuki       | 27   | + 2 giri | 28      |       |
| 18º  | 45 | Josef Ragginger   |                            | Suzuki       | 27   | + 2 giri | 32      |       |
| 19º  | 44 | Hans Steinhögl    | MRSC Gunskirchen           | Suzuki       | 27   | + 2 giri | 20      |       |

### Ritirati
| Nº | Pilota             | Squadra                    | Motocicletta | Griglia |
| -- | ------------------ | -------------------------- | ------------ | ------- |
| 1  | Marco Lucchinelli  | Honda International Racing | Honda        | 9       |
| 6  | Jack Middelburg    | Ergon Suzuki Racing        | Suzuki       | 13      |
| 8  | Kork Ballington    | Team Kawasaki              | Kawasaki     | 11      |
| 9  | Marc Fontan        | Sonauto Gauloises          | Yamaha       | 4       |
| 11 | Bernard Fau        | GPA Total                  | Suzuki       | 23      |
| 15 | Chris Guy          | Sid Griffiths Racing       | Suzuki       | 31      |
| 17 | Giovanni Pelletier | Morbidelli                 | Morbidelli   | 21      |
| 18 | Michel Frutschi    | Moto Sanvenero             | Sanvenero    | 37      |
| 20 | Stuart Avant       | Guan Hoe Suzuki            | Suzuki       | 16      |
| 25 | Loris Reggiani     | Gallina Team Suzuki        | Suzuki       | 8       |
| 28 | Gustav Reiner      | Krauser MDS German Racing  | Suzuki       | 6       |
| 29 | Walter Migliorati  | Guan Hoe Suzuki            | Suzuki       | 26      |
| 36 | Peter Sjöström     | Dr Egel Banden             | Suzuki       | 38      |
| 37 | Freddie Spencer    | Honda International Racing | Honda        | 12      |
| 38 | Marco Papa         |                            | Suzuki       | 27      |
| 40 | Peter Looijesteijn | Dr Egel Banden             | Suzuki       | 15      |
| 43 | Fritz Kerschbaumer |                            | Yamaha       | 34      |
| 49 | Sergio Pellandini  |                            | Suzuki       | 29      |
|    | Josef Hage         |                            | Suzuki       | 35      |
| 23 | Keith Huewen       | Heron Team Suzuki          | Suzuki       | 36      |

## Classe 350
Seconda vittoria nel motomondiale (prima in questa classe) per il pilota francese Éric Saul che precede il campione mondiale in carica, il tedesco Anton Mang e l'altro francese Patrick Fernandez.
Dopo le prime due prove disputate, in testa alla classifica iridata è proprio Saul che precede il venezuelano Carlos Lavado e Mang.

### Arrivati al traguardo
| Pos. | Pilota              | Motocicletta | Tempo    | Griglia | Punti |
| ---- | ------------------- | ------------ | -------- | ------- | ----- |
| 1º   | Éric Saul           | Chevallier   | 37.26.57 | 7       | 15    |
| 2º   | Anton Mang          | Kawasaki     | 37.26.79 | 15      | 12    |
| 3º   | Patrick Fernandez   | Yamaha       | 37.27.74 | 3       | 10    |
| 4º   | Siegfried Minich    | Rotax        | 37.27.84 | 9       | 8     |
| 5º   | Jacques Cornu       | Yamaha       | 37.51.91 | 5       | 6     |
| 6º   | Alan North          | Yamaha       | 37.54.12 | 19      | 5     |
| 7º   | Wolfgang von Muralt | Yamaha       | 37.54.79 | 22      | 4     |
| 8º   | Tony Rogers         | Armstrong    | 37.55.11 | 32      | 3     |
| 9º   | Jeffrey Sayle       | Armstrong    | 37.55.50 | 25      | 2     |
| 10º  | Donnie Robinson     | Yamaha       | 38.17.51 | 11      | 1     |
| 11º  | Massimo Matteoni    | Yamaha       | 38.18.72 | 30      |       |
| 12º  | Tony Head           | Armstrong    | 38.18.98 | 27      |       |
| 13º  | Reino Eskelinen     | Yamaha       | 38.19.66 | 28      |       |
| 14º  | Graeme McGregor     | Yamaha       | 38.20.15 | 14      |       |
| 15º  | Karl-Thomas Grässel | Yamaha       | 38.20.56 | 12      |       |
| 16º  | Franz Kaserer       | Yamaha       | 38.46.58 | 10      |       |
| 17º  | Josef Hutter        | Yamaha       | 38.46.99 | 26      |       |
| 18º  | Edwin Weibel        | Yamaha       | +1 giro  | 20      |       |
| 19º  | Peter Looijesteijn  | Yamaha       |          | 13      |       |
| 20º  | Harald Eckl         | Yamaha       |          | 17      |       |
| 21º  | Edoardo Alemán      | Yamaha       |          | 35      |       |

### Ritirati
| Pilota              | Motocicletta | Griglia |
| ------------------- | ------------ | ------- |
| Didier de Radiguès  | Chevallier   | 1       |
| Gustav Reiner       | Yamaha       | 2       |
| Christian Sarron    | Yamaha       | 4       |
| Roger Sibille       | Yamaha       | 6       |
| Carlos Lavado       | Yamaha       | 8       |
| Pekka Nurmi         | Yamaha       | 16      |
| Jean-François Baldé | Kawasaki     | 18      |
| Mar Schouten        | Yamaha       | 21      |
| René Delaby         | Yamaha       | 23      |
| Jose De Faveri      | Yamaha       | 24      |
| Bengt Elgh          | Yamaha       | 29      |
| Herbert Hauf        | Seufert      | 31      |
| Bruno Lüscher       | Yamaha       | 33      |
| Svend Anderson      | Yamaha       | 34      |
| Hans Hansebraten    | HGH          | 36      |

## Classe 125
Seconda vittoria consecutiva in campionato per il già campione dell'anno precedente Ángel Nieto che consolida la prima posizione provvisoria. Sul traguardo ha preceduto l'austriaco August Auinger e l'italiano Pier Paolo Bianchi che lo seguono direttamente anche nella classifica iridata.

### Arrivati al traguardo
| Pos. | Pilota               | Motocicletta | Tempo    | Griglia | Punti |
| ---- | -------------------- | ------------ | -------- | ------- | ----- |
| 1º   | Ángel Nieto          | Garelli      | 34.28.00 | 6       | 15    |
| 2º   | August Auinger       | MBA          | 34.29.89 | 5       | 12    |
| 3º   | Pier Paolo Bianchi   | Sanvenero    | 34.31.32 | 4       | 10    |
| 4º   | Hans Müller          | MBA          | 34.49.26 | 1       | 8     |
| 5º   | Pierluigi Aldrovandi | MBA          | 35.15.85 | 22      | 6     |
| 6º   | Hans-Jürgen Hummel   | Sachs        | 35.41.23 | 19      | 5     |
| 7º   | Erich Klein          | MBA          | 35.49.22 | 9       | 4     |
| 8º   | Helmut Lichtenberg   | MBA          | 35.49.57 | 8       | 3     |
| 9º   | Alfred Waibel        | MBA          | 35.49.91 | 20      | 2     |
| 10º  | Maurizio Vitali      | MBA          | 35.50.10 | 18      | 1     |
| 11º  | Olivier Liegeois     | Sanvenero    | 35.50.43 | 33      |       |
| 12º  | Matti Kinnunen       | MBA          | 35.51.28 | 13      |       |
| 13º  | Peter Sommer         | MBA          | 35.51.54 | 14      |       |
| 14º  | Theo Timmer          | MBA          | 35.51.85 | 15      |       |
| 15º  | Johnny Wickström     | MBA          | 35.52.02 | 17      |       |
| 16º  | Hugo Vignetti        | Sanvenero    | 35.52.44 | 25      |       |
| 17º  | Alex Bedford         | MBA          | +1 giro  | 27      |       |
| 18º  | Robert Bauer         | MBA          |          | 29      |       |
| 19º  | Lucio Pietroniro     | MBA          |          | 32      |       |
| 20º  | Werner Schmied       | MBA          |          | 35      |       |
| 21º  | Thomas Pedersen      | MBA          |          | 37      |       |
| 22º  | Heinz Pristavnik     | Morbidelli   |          | 34      |       |

### Ritirati
| Pilota              | Motocicletta | Griglia |
| ------------------- | ------------ | ------- |
| Eugenio Lazzarini   | Garelli      | 2       |
| Ricardo Tormo       | Sanvenero    | 3       |
| Henk van Kessel     | MBA          | 7       |
| Stefan Dörflinger   | Morbidelli   | 10      |
| Willy Pérez         | MBA          | 11      |
| Bruno Kneubühler    | MBA          | 12      |
| Joe Genoud          | MBA          | 16      |
| Gerhard Waibel      | MBA          | 21      |
| Ivan Palazzese      | MBA          | 23      |
| János Drapál        | Bartol       | 24      |
| Per Larsen          | MBA          | 26      |
| Jan Eggens          | EGA          | 28      |
| Alojz Pavlič        | MBA          | 30      |
| Andrés Sánchez      | MBA          | 31      |
| Per-Edvard Carlsson | MBA          | 36      |

### Non qualificati
| Pilota             | Motocicletta |
| ------------------ | ------------ |
| Hagen Klein        | Sanvenero    |
| Jean-Claude Selini | MBA          |
| Günter Leitner     | Morbidelli   |

## Classe sidecar
La prima gara stagionale delle motocarrozzette è dominata dai campioni in carica Rolf Biland-Kurt Waltisperg, che vincono con 55 secondi di margine su Alain Michel-Michael Burkhard, i principali rivali dell'anno passato. Il terzo posto va a Werner Schwärzel-Andreas Huber.

### Arrivati al traguardo (posizioni a punti)[4]
| Pos. | Pilota           | Passeggero       | Sidecar       | Tempo    | Punti |
| ---- | ---------------- | ---------------- | ------------- | -------- | ----- |
| 1º   | Rolf Biland      | Kurt Waltisperg  | LCR-Yamaha    | 31'53"49 | 15    |
| 2º   | Alain Michel     | Michael Burkhard | Seymaz-Yamaha | 32'48"69 | 12    |
| 3º   | Werner Schwärzel | Andreas Huber    | Seymaz-Yamaha | 33'06"04 | 10    |
| 4º   | Jock Taylor      | Benga Johansson  | Windle-Yamaha | 33'06"43 | 8     |
| 5º   | Masato Kumano    | Kunio Takeshima  | LCR-Yamaha    | +1 giro  | 6     |
| 6º   | Mick Boddice     | Chas Birks       | Windle-Yamaha |          | 5     |
| 7º   | Hermann Huber    | Hermann Bäsler   | Lutz-Yamaha   |          | 4     |
| 8º   | Siegfried Berger | Edwin Berger     | ?-Yamaha      |          | 3     |
| 9º   | Patrick Thomas   | Jean-Marc Fresc  | Seymaz-Yamaha |          | 2     |
| 10º  | Derek Jones      | Brian Ayres      | LCR-Yamaha    |          | 1     |